# Иларион (Рудник)
Епи́скоп Иларио́н (в миру Рома́н Никола́евич Ру́дник, укр. Роман Миколайович Рудник; род. 14 февраля 1972, Львов) — епископ Украинской православной церкви в Канаде в юрисдикции Константинопольского патриархата, архиепископ Виннипегский и митрополит Канады (с 2022 года). В 2008—2022 годах был епископом Эдмонтона и Западной Канады.
Тезоименитство — 21 октября / 3 ноября (преподобного Илариона Великого).

## Биография
Родился 14 февраля 1972 года во Львове. Там же получил начальное и среднее образование.
В 1989 году после сдачи вступительных экзаменов был зачислен на 2-й курс Киевской духовной семинарии, которую окончил в 1992 году. По рекомендации архиепископа Скопельского Всеволода (Майданского) и с благословения патриарха Константинопольского Варфоломея был направлен для продолжения образования на богословский факультет университета Аристотеля в Салониках, который окончил в 1997 году и продолжил образование в аспирантуре на кафедре канонического права. По собственному признанию, «со времён моего обучения в Солунском университете приходилось как консультанту и переводчику помогать Вселенской патриархии в украинском церковном вопросе».
5 декабря 1997 года в патриаршем ставропигиальном монастыре Влатадон его настоятелем митрополитом Тиролойский и Серентийский Пантелеимоном (Родопулосом) был пострижен в монашество с именем Иларион в честь Илариона Великого. 21 декабря 1997 года тем же иерархом хиротонисан во иеродиакона, а 14 сентября 2000 года — во иеромонаха.
В 2001 году защитил труд «Каноническая связь Киевской митрополии с Вселенским Патриархатом до 1240 года» на кафедре канонического права богословского факультета Солунского государственного университета, получив степень магистра канонического права.
В 2001—2002 годах прослушал курс английского языка в университете штата Иллинойс в Чикаго.
После окончания учёбы направлен для миссионерского и пастырского служения в Португалии. В октябре 2002 года был назначен настоятелем новообразованного прихода святого Пантелеймона в городе Порту.
21 марта 2004 года награждён саном «архимандрита Вселенского престола».
11 января 2005 года патриарх Варфоломей и Священный синод Константинопольской православной церкви избрали его викарием митрополита Испании и Португалии Епифания (Периаласа) с титулом «епископ Телмисский».
29 января 2005 года в патриаршем соборе Святого Георгия в Стамбуле состоялась его архиерейская хиротония. Хиротонию совершили: митрополит Испанский и Португальский Епифаний (Периалас), митрополит Сасимский Геннадий (Лимурис) и архиепископ Скопельский Всеволод (Майданский). Стал первым гражданином Украины, ставшим епископом Константинопольского патриарха. По этому поводу сказал: «Со времён крещения Киевской Руси до экзарха Константинопольского патриарха, Киевского митрополита Петра Могилы, сотни украинцев были епископами Вселенской патриархии. Слава Богу, эта традиция, присущая украинскому православию ещё со времён Св. равноапостольного Владимира Великого, восстанавливается».
9 июня 2005 года, находясь в Турции, где был переводчиком во время встречи патриарха Константинопольского Варфоломея с президентом Украины Виктором Ющенко, был задержан турецкой полицией. Епископа обвинили в том, что путешествует по поддельным документам и является «чеченским повстанцем». Освобождён, когда консул Украины связался с посольством Португалии в Анкаре и Министерством иностранных дел Турции, где подтвердили, что епископ Иларион на законных основаниях проживает в Португалии.
Митрополит Иоанн (Стинка), первоиерарх Украинской православной церкви в Канаде попросил патриарха Варфоломея I и Синод Константинопольской патриархии отпустить епископа Илариона в Украинскую православную церковь в Канаде. Епископ Иларион прибыл в Канаду в 2007 году. В августе 2008 года Чрезвычайный собор Украинской православной церкви в Канаде избрал его епископом УПЦК.
21 октября 2008 года Священным синодом избран епархиальным епископом Эдмонтона и Западной епархии. 26 октября 2008 года состоялась его интронизация в украинском православном соборе святого Иоанна в Эдмонтоне, провинция Альберта.
7 сентября 2018 года, по сообщению сайта представительства Константинопольского патриархата при Всемирном совете церквей, «в рамках подготовки к предоставлению автокефалии Православной церкви в Украине» назначен экзархом Константинопольского патриархата на Украине. В качестве экзарха на Украину прибыл также епископ Даниил (Зелинский).
14 сентября 2018 года митрополит Киевский и всея Украины Онуфрий, констатировав факт приезда обоих епископов на Украину, сказал членам Священного синода Русской православной церкви: «Мы с ними не встречались и встречаться не намерены, потому что они сюда приехали без нашего благословения. Как представители канонической Церкви в Украине мы с ними общаться не будем, ну, а за тем, как развиваются события, будем следить». После этого Священный синод принял решение приостановить молитвенное поминовение патриарха Константинопольского Варфоломея за богослужением и приостановить сослужение с иерархами Константинопольского патриархата.
15 декабря того же года принял участие в Объединительном соборе в Киеве, заняв место в президиуме собора
22 июля 2022 года решением Священного Синода Константинопольского Патриархата был избран архиепископом Виннипегским и митрополитом Канадским для православных украинских приходов, находящихся в юрисдикции Константинопольского Патриархата.

## Награды
- Орден князя Ярослава Мудрого V степени (Украина, 4 января 2019 года) — за выдающуюся деятельность, направленную на укрепление авторитета православия в мире, утверждение идеалов духовности и милосердия, весомый личный вклад в развитие автокефальной поместной Православной Церкви Украины[11].